# Večno sonce brezmadežnega uma
Večno sonce brezmadežnega uma (angleško Eternal Sunshine of the Spotless Mind) je ameriški romantični znanstvenofantastični tragikomični film iz leta 2004, ki ga je režiral Michel Gondry po scenariju Charlieja Kaufmana. Zgodba prikazuje nekdanji par, ki si je dal izbrisati spomin drug na drugega, napisali so jo Pierre Bismuth, Kaufman in Gondry. V glavnih vlogah nastopajo  Jim Carrey, Kate Winslet, Kirsten Dunst, Mark Ruffalo, Elijah Wood in Tom Wilkinson. Naslov je citat iz pesmi Eloisa to Abelard Alexandra Popea iz leta 1717. Film združuje elementa psihološkega trilerja in nelinearno naracijo za raziskovanje narave spomina in romantične ljubezni.
Premierno je bil prikazan 19. marca 2004 ter se izkazal za finančno uspešnega in naletel tudi na dobre ocene kritikov. Na 77. podelitvi je osvojil oskarja za najboljši izvirni scenarij, nominiran pa je bil še za najboljšo igralko (Winslet). Nominiran je bil tudi za šest nagrad BAFTA, od katerih je bil nagrajen za najboljši izvirni scenarij in montažo, ter štiri zlate globuse. Z leti je pridobil kultni status in mnogi kritiki ga uvrščajo med najboljše filme 21. stoletja.

## Vloge
- Jim Carrey kot Joel Barish
  - Ryan Whitney kot mladi Joel
- Kate Winslet kot Clementine Kruczynski
  - Lola Daehler kot mlada Clementine
- Kirsten Dunst kot Mary Svevo
- Elijah Wood kot Patrick
- Tom Wilkinson kot dr. Howard Mierzwiak
- Jane Adams kot Carrie Eakin
- David Cross kot Rob Eakin
- Deirdre O'Connell kot Hollis Mierzwiak
- Thomas Jay Ryan kot Frank
- Debbon Ayer kot mati Joela Barisha